# Torcuato Tárrago y Mateos
Torcuato Tárrago y Mateos (Guadix, Granada, 10 de mayo de 1822-Madrid, 16 de noviembre de 1889) fue un militar, periodista, escritor y músico español.

## Biografía
Era subteniente del Ejército español. Estando en Valencia de guarnición sobrevinieron acontecimientos políticos que lo determinaron a pedir el retiro. Habitando en Sevilla se creó la Milicia Nacional y él por su cuenta formó una compañía, que uniformó.
Era gran amigo del General Leopoldo O'Donnell y en cuantos periódicos escribió siempre tuvo su pluma dispuesta a servirlo en aquello que fuese de razón y de justicia.
Al triunfar la revolución de septiembre de 1868, fue llamado por el general Juan Prim y le ofreció su reingreso en el Ejército con el grado de comandante, qué rehusó. Tárrago Mateos con el tiempo había cambiado sus ideas políticas: promovido el alzamiento de 1869, se apareció carlista convencido. Más adelante sufriría persecuciones cuando la rebelión cantonalista.
Residente en su localidad natal de Guadix, acudía muchas tardes al atrio de la ermita, acompañado de Sebastián Rodríguez Asensio, doctoral de la catedral, y allí frente al cálido sol leían los periódicos tradicionalistas El Papelito, La Regeneración, La Esperanza, El Rigoleto y otros.
Fue nombrado teniente coronel por el pretendiente Don Carlos, y organizó huestes a las que llamó «Tiradores de Sierra Nevada», siendo perseguido como conspirador en varias épocas durante la tercera guerra carlista, junto con otros carlistas de Guadix. Terminada la guerra o poco antes, marchó a Madrid definitivamente.
En 1881 pensó en presentarse candidato a diputado a Cortes por el distrito de Guadix, pero sus propuestas fueron desoídas por sus paisanos, que eligieron al liberal Juan Montilla y Adán.
Compuso innumerables folletines, así como novelas históricas poco o nada documentadas y libros de viajes. Como periodista escribió en El Independiente y fundó El Eco de Occidente en Granada junto a su paisano Pedro Antonio de Alarcón; también dirigió La Verdad (1860) y El Popular en Madrid; algunas de sus obras se siguen reeditando, como Historia de un sombrero blanco o A doce mil pies de altura. A veces toma como modelo a Julio Verne. Conocía muy bien el mundo eslavo, lo que aprovecha para ambientar ahí algunas de sus obras, y fue el primero en escribir un cuento sobre la guerra de Independencia de Bulgaria.

## Obras

### Novelas y folletines
| - El ermitaño de Monserrate (1846) - Los celos de una reina o El amor de una mujer: novela histórica (1849, 1865, 1883) - Carlos II el Hechizado: El anillo de una dama (1850) - El dedo de Dios [2.ª parte de Los celos de una reina] (1854) - Carlos II el Hechizado: ¡No hay esperanza! (1854) - La caza de las palomas: Memorias de la corte de Felipe IV (1857) - El monje negro o El hambre de Madrid: novela histórica (1857) - Carlos IV el Bondadoso: novela histórica (1858) - El ángel de la venganza: novela histórica (1858) - Don Pedro de Castilla (1858) - La estrella de Occidente (1858) - Isaac del monte (1858) - Cabeza de estopa (1858) - Los huracanes de la vida (1858) - El alma en pena (1858) - El gran capitán (1860) - Los piratas de la Corte (1861) - La leyenda de los reyes (1863, 1878) - Memorias de un hechicero (1863) - El vaso de lágrimas (1863) - Elisenda de Moncada (1864) - Las dos noches (1867) - Los siete borbones: Memorias escritas con sangre (1868) - El secreto de una tumba (¿1870?) - La monja emparedada (1871) - El puñal de oro (1872) - Ausencias causan olvido (1872, 1884, 1892) - Los dos favoritos (1874) - Historia de un sombrero blanco, impresiones de un viaje (1875, 1884, 1910) | - La cadena del destino (1875) - Bodas reales: novela histórica (1875) - Los esclavos del orgullo: novela social (1875) - Los guardias amarillos (1875) - El nido de los duendes o La cruz de sangre: novela histórica (¿1875?) - Alta-hulfe: novela histórica (1876) - A doce mil pies de altura (1878) - Las tres razas (1878) - La hija mártir (1879) - El hijo del ladrón (1881) - Un novio como hay pocos (1882) - Lisardo el estudiante (1882) - Roberto, el diablo: tradición del tiempo de las cruzadas (1883) - Las tomadoras (1884?) - Las cucas (1884) - Las chulas de Madrid (1884) - La cogida de un torero (1884) - Carlitos el buñolero (1884) - Sancho el Bravo: novela histórica (1885) - ¡Descansa en paz! (1885) - El barón de la noche: novela histórico-fantástica (1886) - Novias y novios (¿1886?) - El reloj de la muerte: páginas lúgubres del reinado de Felipe III: novela histórica (1890) - El rey fantasma: novela histórica (1891) - El caballero del cuervo (s. a.) - El doctor Celestinus (s. a.) - Los caballeros del rey: novela histórica (s. a.) - El monje de la montaña (s. a.) |

### Estudios
- El Pontificado: su presente, su presente y su porvenir (1861)
- Turcos y rusos, historia de la guerra de Oriente en 1877 (1879)
- Gran viaje universal alrededor del mundo (1882)
- El mundo por dentro o sea los grandes secretos de la humanidad
- Historia de la guerra de Oriente en 1877 (1877)
- Edición crítica del Quijote (1888)
- Almanaque enciclopédico (1880)

### Traducciones
- Flores sin espinas, de Paul de Kock (1878)